# 티론강

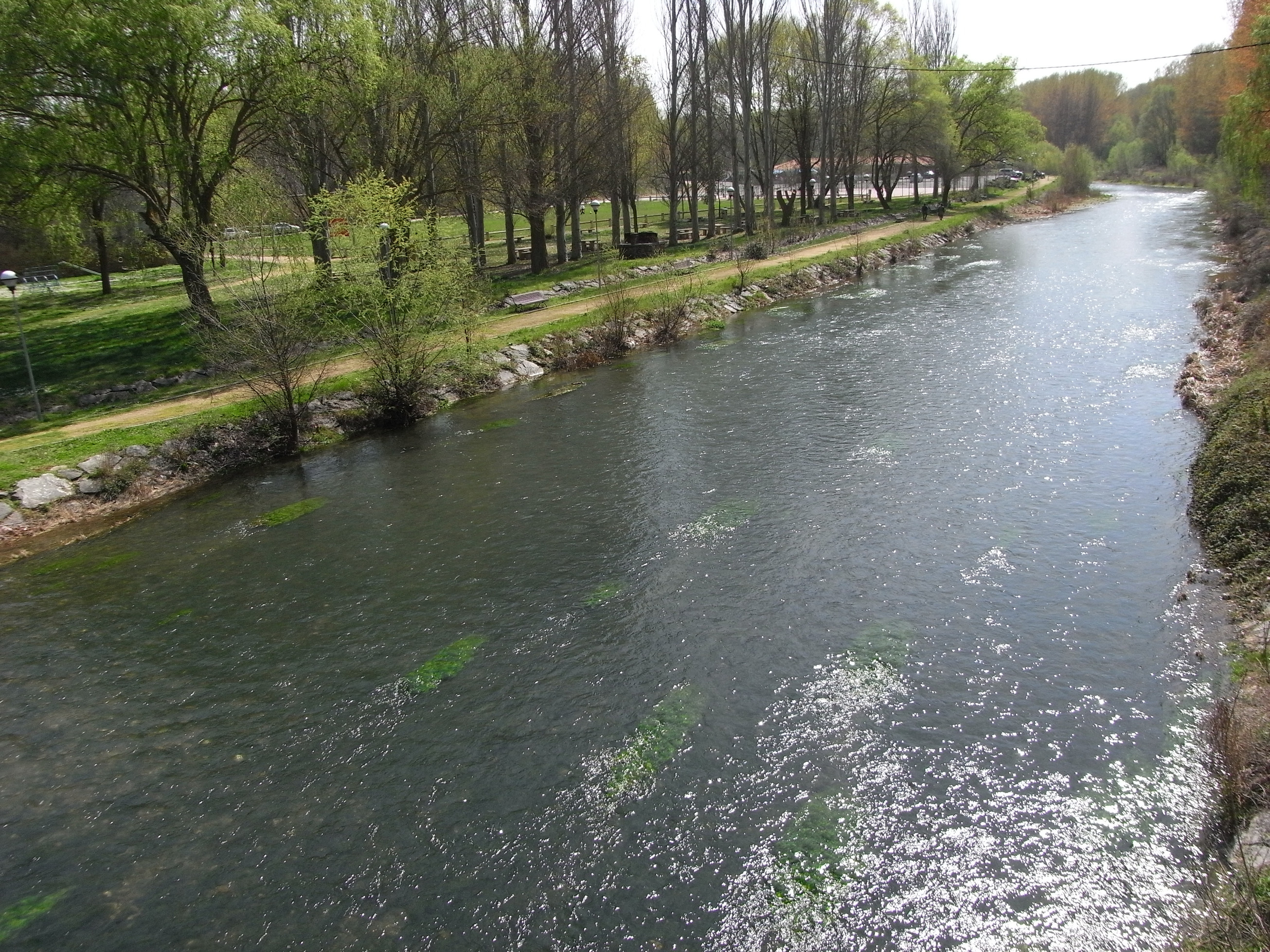
티론 강

티론강(스페인어: Río Tirón)은 에브로 강의 지류로, 길이는 64.95km이다.